# Try!
Try! è l'unico album dal vivo del gruppo musicale statunitense John Mayer Trio, pubblicato il 22 novembre 2005.

## Tracce
1. Who Did You Think I Was – 3:09 (John Mayer)
2. Good Love Is on the Way – 4:50 (Mayer, Steve Jordan, Pino Palladino)
3. Wait Until Tomorrow (The Jimi Hendrix Experience cover) – 4:14 (Jimi Hendrix)
4. Gravity – 5:49 (Mayer)
5. Vultures – 5:19 (Mayer, Jordan, Palladino)
6. Out of My Mind – 7:39 (Mayer)
7. Another Kind of Green – 4:39 (Mayer)
8. I Got a Woman (Ray Charles cover) – 7:40 (Ray Charles, Renald Richard)
9. Something's Missing – 6:56 (Mayer)
10. Daughters – 6:14 (Mayer)
11. Try – 6:52 (Mayer, Jordan, Palladino)

## Formazione
Gruppo
- John Mayer – voce, chitarra
- Steve Jordan – batteria, cori
- Pino Palladino – basso, cori

Altri musicisti
- Chalmers Alford – chitarra (traccia 11)